# Thomas Apelt
Thomas Apelt (* 12. September 1947 in Cottbus) ist ein deutscher Verwaltungsjurist und Rechtsanwalt. Er war von 2007 bis 2012 Präsident des Landesrechnungshofes Brandenburg.

## Leben

### Ausbildung
Thomas Apelt wuchs in Westdeutschland auf. Er machte zunächst eine Lehre als Verlagsbuchhändler und nahm dann ein Studium der Betriebswirtschaftslehre auf. Er studierte in den Jahren 1975 bis 1979 Rechtswissenschaften an der Johann Wolfgang Goethe-Universität Frankfurt am Main und legte das erste juristische Staatsexamen ab. Von 1979 bis 1981 absolvierte er den juristischen Vorbereitungsdienst und legte das zweite juristische Staatsexamen ab. Im Jahr 1984 wurde er zum Dr. jur. promoviert.

### Laufbahn und Wirken
Apelt arbeitete vor seinem Studium zunächst in den Jahren 1969 bis 1975 in der Privatwirtschaft, zuletzt als Geschäftsführer eines Verlages. Nach Ablegen der Staatsexamina übte er im Jahr 1981 eine anwaltliche Tätigkeit in einer Kanzlei aus.
Anschließend war er in den Jahren 1981 bis 1989 Justitiar im Bundesamt für Ernährung und Forstwirtschaft und von 1989 bis 2007 im Bundesrechnungshof, seit 2004 als Leiter der Grundsatzabteilung. Zuletzt hatte er das Amt eines Direktors beim Bundesrechnungshof.
Der Landtag Brandenburg wählte Apelt am 11. Oktober 2007 zum Präsidenten des Landesrechnungshofes Brandenburg. Er übte das Amt von 2007 bis 2012 aus.
Danach wurde er im Jahr 2013 als Rechtsanwalt tätig.
Er ist SPD-Mitglied.